# 亀井修三
亀井 修三（かめい しゅうぞう、旧姓・中島、1961年1月11日 - ）は、日本の元陸上競技選手、指導者。島根県益田市出身。順天堂大学卒業。現在は東亜大学女子陸上部（長距離）監督を務める。

## 経歴
島根県立益田農林高等学校、順天堂大学出身。

### 高校時代
全国高等学校駅伝競走大会には3年連続で出場し、2年時には4区で区間賞を獲得している。

### 大学時代
1年時の第56回箱根駅伝では7区を走り、2分42秒あった先頭の日本体育大学との差を1分23秒に縮めて区間賞を獲得したが、総合優勝は逃した。2年時の第57回箱根駅伝では3位から順位を2つ上げてトップに立ち、区間賞の活躍で往路優勝と総合優勝に貢献した。第58回箱根駅伝では再び4区を走る。先頭を走る日本体育大学に追いついたが約6kmの並走の末、再び2位に後退した。中島は区間賞を獲得し、総合優勝も達成したが、往路優勝を逃したことに責任を感じ、後に「もうちょっと何とかできなかったかな」と語った。4年時の第59回箱根駅伝も4区を走った。中村孝生の持つ区間記録を上回る1時間02分40秒の区間新記録で4年連続の区間賞を獲得する偉業を達成した。しかし、順天堂大学は総合3位に終わり、3連覇を逃した。

### 大学卒業後
本田技研埼玉に所属し、ニューイヤー駅伝も出場した。また、1986年と1987年の世界クロスカントリー選手権大会に日本代表として出場(結果はそれぞれ148位と88位)している。結婚により亀井に改姓。現役引退後は高岡法科大学陸上競技部監督として全日本大学駅伝出場に導き、現在は東亜大学女子陸上部（長距離）監督を務めている。

## 戦績・記録

### 大学駅伝戦績
| 学年               | 箱根駅伝                                   | 全日本大学駅伝 |
| ------------------ | ------------------------------------------ | -------------- |
| 1年生 （1979年度） | 第56回 7区-区間賞 1時間05分44秒            | 第11回 不出場  |
| 2年生 （1980年度） | 第57回 4区-区間賞 1時間05分42秒            | 第12回 不出場  |
| 3年生 （1981年度） | 第58回 4区-区間賞 1時間04分09秒            | 第13回 不出場  |
| 4年生 （1982年度） | 第59回 4区-区間賞 1時間02分40秒 区間新記録 | 第14回 不出場  |